# Tandur
Tandur è una suddivisione dell'India, classificata come municipality, di 57.943 abitanti, situata nel distretto di Rangareddy, nello stato federato del Telangana. In base al numero di abitanti la città rientra nella classe II (da 50.000 a 99.999 persone).

## Geografia fisica
La città è situata a 17° 13' 60 N e 77° 34' 60 E e ha un'altitudine di 449 m s.l.m..

## Società

### Evoluzione demografica
Al censimento del 2001 la popolazione di Tandur assommava a 57.943 persone, delle quali 29.598 maschi e 28.345 femmine. I bambini di età inferiore o uguale ai sei anni assommavano a 8.504, dei quali 4.329 maschi e 4.175 femmine. Infine, coloro che erano in grado di saper almeno leggere e scrivere erano 34.650, dei quali 19.923 maschi e 14.727 femmine.